# Lindsey Van
Lindsey Van (* 27. November 1984 in Detroit) ist eine ehemalige US-amerikanische Skispringerin.

## Werdegang
Im Alter von sieben Jahren begann Lindsey Van mit dem Alpinen Skifahren. Mit dem Skispringen kam sie erstmals aktiv beim Opening des Utah Winter Sports Park 1993 in Kontakt. In den darauf folgenden Jahren konnte die Amerikanerin in einigen FIS-Wettkämpfen gute Resultate erzielen. Beim FIS-Ladies-Grand-Prix 2003 wurde sie in der Gesamtwertung Dritte hinter Anette Sagen und Eva Ganster. In den darauf folgenden drei Jahren konnte sie jeweils den zweiten Rang im Gesamtklassement holen. Van platzierte sich in den ersten vier Austragungen des Damen-Continental Cups unter den besten fünf, davon 2004/05 und 2005/06 als Zweite hinter Anette Sagen. Ihr bis dahin größter Erfolg war der Sieg beim FIS-Ladies-Grand-Prix 2007, daneben gewann sie insgesamt acht Springen der Continental-Cup-Serie und platzierte sich bei insgesamt 44 Springen unter den Top 3.
Sie gewann zudem die Bronze-Medaille bei dem als Demonstration ausgetragenen Springen bei der Junioren-Weltmeisterschaft 2004 in Stryn, Norwegen. Bei der Nordischen Skiweltmeisterschaft 2009 in Liberec sicherte sie sich den Titel als erste Weltmeisterin in der Geschichte des Damenskispringens.
Ihre persönliche Bestweite von 171 Metern sprang sie 2004 auf dem Vikersundbakken.
Lindsay Van forderte 2009 die Aufnahme des Damenskispringens in das olympische Programm. Gemeinsam mit anderen Springerinnen zog sie dafür vor das zuständige Gericht in Kanada, wo die Klage zunächst abwiesen wurde. Nach Einführung des Weltcups im Damenskispringen im Winter 2011 kam Van ihrem Ziel näher. 2014 nahm sie als eine von drei US-amerikanischen Springerinnen an der Olympiapremiere des Damenskispringens teil. Beim Wettbewerb von der Normalschanze belegte sie Platz 15. Im Training zum Weltcup-Springen im rumänischen Râșnov zog sie sich einen Kreuzbandriss zu, weshalb sie die Saison vorzeitig beenden musste.

## Erfolge

### Weltcup-Platzierungen
| Saison  | Platz | Punkte |
| ------- | ----- | ------ |
| 2011/12 | 05.   | 482    |
| 2012/13 | 08.   | 432    |
| 2013/14 | 34.   | 101    |

### Continental-Cup-Siege im Einzel
| Nr. | Datum            | Ort         | Typ           |
| --- | ---------------- | ----------- | ------------- |
| 1.  | 1. Oktober 2005  | Park City   | Normalschanze |
| 2.  | 1. März 2006     | Yamagata    | Normalschanze |
| 3.  | 2. März 2006     | Yamagata    | Normalschanze |
| 4.  | 8. März 2006     | Våler       | Normalschanze |
| 5.  | 6. Februar 2007  | Ljubno      | Normalschanze |
| 6.  | 14. Februar 2007 | Baiersbronn | Normalschanze |
| 7.  | 10. März 2007    | Sapporo     | Normalschanze |
| 8.  | 18. Januar 2009  | Baiersbronn | Normalschanze |

### Continental-Cup-Platzierungen
| Saison  | Platz | Punkte |
| ------- | ----- | ------ |
| 2004/05 | 2.    | 0740   |
| 2005/06 | 2.    | 1159   |
| 2006/07 | 3.    | 1045   |
| 2007/08 | 6.    | 0523   |
| 2008/09 | 4.    | 0882   |
| 2010/11 | 9.    | 0519   |

## Filmografie
- Ready to fly, Dokumentarfilm, USA 2012[4]